# オールスター親子で勝負!
『オールスター親子で勝負!』（オールスターおやこでしょうぶ）は、日本テレビ系列局ほかで放送されていた日本テレビ製作のゲームバラエティ番組である。松下電器産業（現・パナソニック）の一社提供。日本テレビ系列局では1976年10月9日から1978年9月30日まで、毎週土曜 19:30 - 20:00 （日本標準時）に放送。ただし、プロ野球ナイター中継が予定されている日には放送を休止していた。

## 概要
赤の他人同士であるベテラン芸能人と若手芸能人が「親子」ペアを組み、2チーム対抗戦形式のゲームやクイズで得点を競っていた公開番組である。公開収録は主に後楽園ホールで行われていたが、地方の公会堂で行う場合もあった。

## 出演者

### 司会
当初は郷ひろみ、徳光和夫（当時日本テレビアナウンサー）、野中小百合の3人が司会を務めていたが、1977年4月2日放送分からあべ静江が郷と交替した。そして末期には野中が降板し、徳光とあべの2人だけで行っていた。
役割は、「郷・徳光・野中」時代には郷がメインで徳光がサブだったが、「徳光・あべ・野中」時代からは徳光がメインであべがサブに変わった。野中は終始アシスタント的な役割だった。

### マスコット
「徳光・あべ・野中」時代のみ、ヒツジをモチーフにした着ぐるみマスコットが3体登場していた。名前の有無は不明。

## ルール
{ゲーム内容は時期によって異なり、次の様な構成になっていた。
| 司会時期                  | 第1回戦                | 第2回戦                | 第3回戦        |
| ------------------------- | ---------------------- | ---------------------- | -------------- |
| 「郷・徳光・野中」 時代   | 親子トーキングマッチ   | 親子モーション         | （無し）       |
| 「徳光・あべ・野中」 時代 | 親子トリプルマッチ     | 親子トーキングマッチ   | 親子モーション |
| 「徳光・あべ」 時代       | 親子チャンチャカマッチ | 親子ミュージックマッチ | 親子モーション |

### 親子トリプルマッチ
お座敷遊びの「虫拳」をアレンジしたゲーム。ステージにV字型の衝立が立ち、出場者はその両脇に立つ。そして「♪カエルケロケロ、ヘビニョロリ、ナメクジヌルヌル、何が出る、トリプルマッチだ一・二・三!」の歌に合わせて踊り、「三!」の所で「カエル」「ヘビ」「ナメクジ」のどれか一つのポーズをして、衝立から出て勝負する。「カエル」は「ナメクジ」に勝ち、「ヘビ」は「カエル」に勝ち、「ナメクジ」は「ヘビ」にそれぞれ勝つ。勝った方が5点獲得。もしあいこだったら、急いで元の位置に戻り、「♪あいこだよ、あいこでも一度一・二・三!」の歌に合わせて踊り、「三!」でポーズをして勝負する。ポーズは次の通り。
| 動物     | ポーズ                                     |
| -------- | ------------------------------------------ |
| カエル   | 掌を胸の上まで上げる。                     |
| ヘビ     | 右手でかま首、左手で尾のポーズをする。     |
| ナメクジ | 人差し指を頭上に当てて、角のポーズをする。 |

勝負は「親対親」→「親対子」→「子対親」→「子対子」の順番で行う。

### 親子チャンチャカマッチ
平野雅昭のコミックソング「演歌チャンチャカチャン」人気に便乗して開始した音楽クイズ。ペアの片方がある曲のイントロ部を口三味線で歌い、もう片方が曲名を当てる。正解すれば5点獲得。制限時間は90秒。
歌い手と答え手は1問ずつ交代で行い、その際にはペアの前にある台に記された矢印ランプが歌い手のもののみ光る演出があった。

### 親子トーキングマッチ
隠されたキーワードを答えるクイズ。まず司会者からヒントが出され、合図と共に、先攻の方から会話をしながらキーワードを推理して答える。15秒（「徳光・あべ・野中」時代は10秒）が経って「交代!交代!交代!」という電子ボイスが聞こえたら相手チームに解答権が移動し、早く答えた方が5点を獲得。制限時間1分の間に答えられなかった場合には双方とも0点。なお、1問目の先攻は特に決められていなかったが、2問目以降は前の問題に答えたチームが先攻となった。

### 親子ミュージックマッチ
3曲の歌を聴いて、連想されるキーワードを答えるクイズ。正解すれば5点獲得。解答は挙手で行う。元々は「トーキングマッチ」の後半で固有タイトル無しで行っていたが、後期になって独立した。

### 親子モーション
制限時間2分の間にペアの片方がジェスチャーをし、もう片方が答えるジェスチャーゲームで、同じく日本テレビの『シャープ・スターアクション!』が行っていた「スピードアクション」と同じ方式。正解すると、「アタリー!」という電子ボイスが流れて5点を獲得。ジェスチャー担当者は「（『トーキング』→『ミュージック』終了時点での）負けチームの子」→「勝ちチームの子」→「負けチームの親」→「勝ちチームの親」の順に担当。また、「勝ちチームの親」の時に点数が相手チームの点数を途中で上回っても、（この時期の）「スピードアクション」のようにその時点で終了することはなかった。
こうして、最終的に点数の多かったチームが優勝。優勝チームのメンバーはそれぞれ番組特製の星形のメダルを首に掛け、スポンサーの松下電器からステレオラジカセなどが贈られた。一方、負けチームは罰として仰向けに寝かされ、足を固定され、靴を脱がされ、足の裏を優勝チームにくすぐられた。
もし同点の場合には、「30秒一本勝負」と銘打ち、司会者（郷→徳光）が自らジェスチャーを行い、早く挙手をして答えた人のいるチームが優勝とされた。なお、この問題のみテロップは「?」となっており、視聴者にも教えない構成となっていた。
優勝チームは、同じペアであと2回挑戦できた（すぐでもいいし、間を置いてもいい）。そして見事3回優勝するとチャンピオンに認定され、松下電器から「チャンピオン賞」として高価なカラーテレビが贈られた。ただし、1回でも負けた場合にはそのペアは「解消」となり、同じペアで再挑戦することはできなかった。産経新聞で判明。

## 出場ペア
表記は左が「親」、右が「子」。
- フランキー堺×山口百恵 - 第1回（勝者）。
- ディック・ミネ×和田アキ子 - 第1回。
- 京唄子×森昌子 - 初のチャンピオン。
- 鳳啓助×夏木マリ - 京・森ペアと戦い、敗れる。
- 大村崑×片平なぎさ
- 北島三郎×松本結香
- 宮城千賀子×木之内みどり
- 水の江瀧子×西川峰子（現・仁支川峰子）
- 牧伸二×小川順子
- 金田正一（当時ロッテオリオンズ監督）×野口五郎
- 山本直純×和田アキ子
- ハナ肇×新沼謙治
- 岡田眞澄×山口百恵
- 沢たまき×石川さゆり
- 荒井注×桜田淳子 - チャンピオン。
- 山城新伍×木之内みどり
- フランキー堺×由紀さおり
- 小林亜星×片平なぎさ

なお「子」役のゲストは、「トーキングマッチ」終了時（後に「チャンチャカマッチ」終了時）に持ち歌を披露していた。

## テーマ曲
一貫して「軍艦行進曲」（作曲：瀬戸口藤吉）が使われていた。なお「郷・徳光・野中」時代には、オープニングで出演者がそれぞれの意気込みを替え歌で歌っていた。

## 放送局
1976年10月15日付の『読売新聞』に掲載された本作の広告には31局ネットと明記されている。
- 日本テレビ：土曜 19:30 - 20:00
- 札幌テレビ：土曜 19:30 - 20:00[5]
- 青森放送
- テレビ岩手：土曜 19:30 - 20:00[6]
- 山形放送：土曜 19:30 - 20:00[7]
- ミヤギテレビ：土曜 19:30 - 20:00[6]
- 福島中央テレビ：土曜 19:30 - 20:00[6]
- 新潟放送（1976年10月から1977年4月まで放送）：日曜 17:00 - 17:30[8]
- 山梨放送：土曜 19:30 - 20:00[9]
- 静岡放送：日曜 16:00 - 16:30[10]→日曜 18:00 - 18:30(未明から1978年4月9日まで)[11][12]
- 信越放送：日曜 18:00 - 18:30[10]
- 北日本放送：土曜 19:00 - 19:30[13]
- 北陸放送
- 福井放送：土曜 19:00 - 19:30[13]
- 日本海テレビ
- テレビ大分
- 長崎放送
- 鹿児島テレビ

## 備考
- 「トーキングマッチ」で違う答が出た場合には、司会者が必ず「シーン」というのがパターンだった。なお、後に観客も言うようになった。
- 「トリプルマッチ」が行われた時、衝立には勝敗が分かるように2匹ずつの「カエル」「ヘビ」「ナメクジ」のイラストが円状に描かれ、勝つ相手には「怒り顔」、負ける相手には「怯え顔」で描かれていた（例：「ヘビ」は「カエル」に対しては「怒り顔」、「ナメクジ」に対しては「怯え顔」）